# 少年毛泽东
《少年毛泽东》（英語：Teenage Mao Zedong）（曾用名《韶山少年：毛泽东的故事》）是中华人民共和国第一部以毛泽东为人物题材的3D动画电影，导演雷珺麟，纪念毛泽东诞辰120周年的献礼片。

## 剧情
1893年12月26日，毛泽东诞生在湖南省长沙府韶山冲，毛父毛贻昌是一个精明、吝啬、暴躁的商人，毛母文素勤慷慨厚道、心地善良，在毛贻昌不在的时候偷偷施舍财物给穷人。8岁时，毛泽东在韶山冲附近的一家私塾读书，一直到13岁，其启蒙老师是文正莹，他教会了毛泽东传统的《三字经》、《百家姓》、《千字文》等，而毛泽东喜欢读清朝禁书《精忠传》、《水浒传》、《三国演义》和《西游记》等，敢于打破封建礼教封建思想的束缚，毛泽东从小就从父亲那学会了反抗意识，从母亲那学会了救世济人，为日后的成就打下了基础。

## 上映
2013年，长沙（国际）动漫游戏展上，该片播放了片花。
。